# Grímsá
Die Grímsá ist ein Fluss im Westen von Island.
Sie ist ein linker Nebenfluss der Hvítá í Borgarfirði und entspringt am Reyðarvatn.
Dieser See hat eine Fläche von etwa 8 km², eine Tiefe bis zu 49 m und liegt auf einer Höhe von 325 m über dem Meeresspiegel.
Das Wasser der Grímsá stürzt vom Ursprung zur Mündung über die folgenden Wasserfälle: Selfoss, Lambárfoss, Breiðifoss, Kálfgilsfoss, Kerlingafoss, Selsmýrarfoss, Kleppafoss, Kleppagilsfoss, Jötnabrúarfoss, Hrísbrekknafoss, Lækjarfoss, die Tröllafossar, Laxfoss.
Sie mündet in die Hvítá circa 5 km vor deren Mündung in den Borgarfjörður.
Direkt oberhalb der Tröllafossar führt die Borgarfjarðarbraut  über den Fluss.
Südlich des Flusses verläuft der Uxahryggjavegur , nördlich der Lundarreykjadalsvegur .

## Bedeutung als Lachsfluss
Die Grímsá gilt als einer der besten isländischen Lachsflüsse, aber im Laufe der Zeit sind besonders große Lachse selten geworden.
Aus einem Bericht, der dem Meeresforschungsinstituts Island vorgelegt wurde, geht hervor, dass 2018 1053 Lachse in Grímsá und 48 im Nebenfluss Tunguá geangelt wurden, von denen 62,3 % wieder freigelassen wurden.
Das Durchschnittsgewicht kleiner Lachse war 2,52 kg und das großer Lachse 4,99 kg im Jahr 2018.
Im Durchschnitt wurden in diesem Fluss in den Jahren 1974–2017 pro Jahr 1318 Lachse geangelt.
Seit 2012 schwanken die Ergebnisse für Grímsá ebenso wie für andere Lachsflüsse in Island stärker.